# یونس (خواننده)
یونس یک خواننده و آوازخوان معروف اهل افغانستان بود. وی یکی از نخستین آوازخوانان موسیقی آماتور در افغانستان محسوب می‌شود.

## زندگی‌نامه
یونس دوران ابتدایی تحصیل خود را در مکتب/مدرسه امانی در کابل گذراند و سپس برای تحصیل در رشتهٔ زمین‌شناسی راهی مسکو شد. یونس مدتی در کشور پاکستان زندگی می‌کرد و سپس به همراه خانواده به استرالیا مهاجرت نمود و ۱۷ سال پایانی زندگی‌اش را در شهر ملبورن گذراند.
وی آوازخوانی را از ۸ سالگی آغاز نمود و موسیقی را نزد استادانی نظیر «محمدحسین سرآهنگ»، «دیش پندی» و «پروفسور چترجی» فرا گرفت. سپس در دههٔ ۵۰ خورشیدی به‌طور حرفه‌ای در رادیو افغانستان به اجرا پرداخت.

## آثار
یونس در حدود ۲۰۰ ترانه در رادیو و ۳۰ ترانه در تلویریون افغانستان اجرا و ضبط کرد.
او چهار آلبوم از ترانه‌های خود را نیز به بازار موسیقی عرضه کرد. آخرین آلبوم وی، یادگارنام دارد که در استرالیا منتشر شد و آهنگ‌سازی آنرا خلیل گداز برعهده داشت.
از ترانه‌های مشهور او می‌توان به من امسال بی او بهاری ندارم اشاره کرد.